# Scomberomorus tritor
Scomberomorus tritor es una especie de peces de la familia Scombridae en el orden de los Perciformes.

## Morfología
• Los machos pueden llegar alcanzar los 100 cm de longitud total y los 6 kg de peso.

## Distribución geográfica
Se encuentra desde las Islas Canarias y Senegal hasta el Golfo de Guinea y Baía dos Tigres (Angola). A veces, se han encontrado ejemplares en el norte del Mediterráneo (costas de Italia y de Francia).